# Amélie Beaury-Saurel
Amélie Beaury-Saurel (n. 19 decembrie 1848, Barcelona, Catalonia, Spania – d. 30 mai 1924, Paris, Île-de-France, Franța) a fost o pictoriță franceză renumită pentru portrete.

## Viața și cariera
Născută la Barcelona sub numele de Amélie Beaury, ea a adăugat „Saurel” la numele ei în semn de recunoaștere a familiei mamei sale, a cărei descendență se poate trage de la împărații bizantini din secolul al XI-lea. Familia ei locuia în Spania și Corsica, dar în cele din urmă s-a stabilit în Franța, unde s-a înscris la Academie Julian și și-a plătit studiile îndeplinind sarcini administrative și gestionând finanțele.
În diferite perioade, a fost eleva lui J. Lefebvre⁠(d), T. Robert-Fleury și JP Laurens la Académie Julian și a devenit o portretistă foarte populară, datorită lui Léon Bonnat⁠(d). S-a căsătorit cu Rodolphe Julian⁠(d) în 1895 și a preluat conducerea unui atelier pentru femei. În publicațiile sale, Marie Bashkirtseff⁠(d) (tot o elevă la Académie Julian) vorbea cu neîncredere despre „l’espagnole” (femeia spaniolă). A debutat la Salonul de la Paris⁠(d) în 1874, fiind considerată unul dintre cei mai importanți artiști ai Salonului din 1880.
Amélie Beaury-Saurel a asigurat cu generozitate majoritatea nevoilor mamei și surorii sale. După moartea lui Julian, ea a cumpărat și amenajat „Château Julian”, în Lapalud, un sat din Provence, în memoria soțului ei, care se născuse acolo. A murit la Paris.

## Premii și recunoaștere
A fost distinsă cu a treia medalie la Salon din 1885 și cu o medalie de bronz la Expoziția Mondială din 1889. Amélie Beaury-Saurel a expus și un autoportret, un desen, la Salonul din 1887, operă care a primit laude la superlativ. La fel ca Anna Bilinska, era admirată pentru „virilitatea” tehnicii sale.
Beaury-Saurel a fost inclusă în expoziția din 2018 Femei la Paris 1850–1900.

## Lucrări selectate
- „Christ en croix” de l'Église Saint-Etienne, Issy-les-moulineaux, 1873.
- „Portret d'une femme noire”, 1884
- „Le travail de M. Frey, Maître d'armes”, prix d'honneur à l'exposition Blanc et Noir de 1891.
- „Portret de Séverine”, 1893.
- „Dans le bleu”, 1894.
- „Le repos du modèle” (Muzeul din Amiens)
- „Portretul doamnei GC . ."
- „Jean-Paul Laurens (1838-1921) peintre”, 1919.
- „Portretul lui Gilbert Dupuis”, 1922.
- „Portrait de Léonce Bénédite (1859-1925) conservateur du musée du Luxembourg”, 1923 ( Muzeul d'Orsay ).
- „Portret d’Alexis Ballot-Beaupré (1836-1917)”

## Galerie

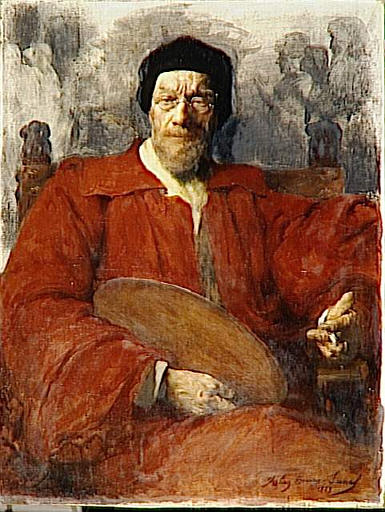
Portretul lui Jean Paul Laurens (1838-1921), pictor francez, 1919
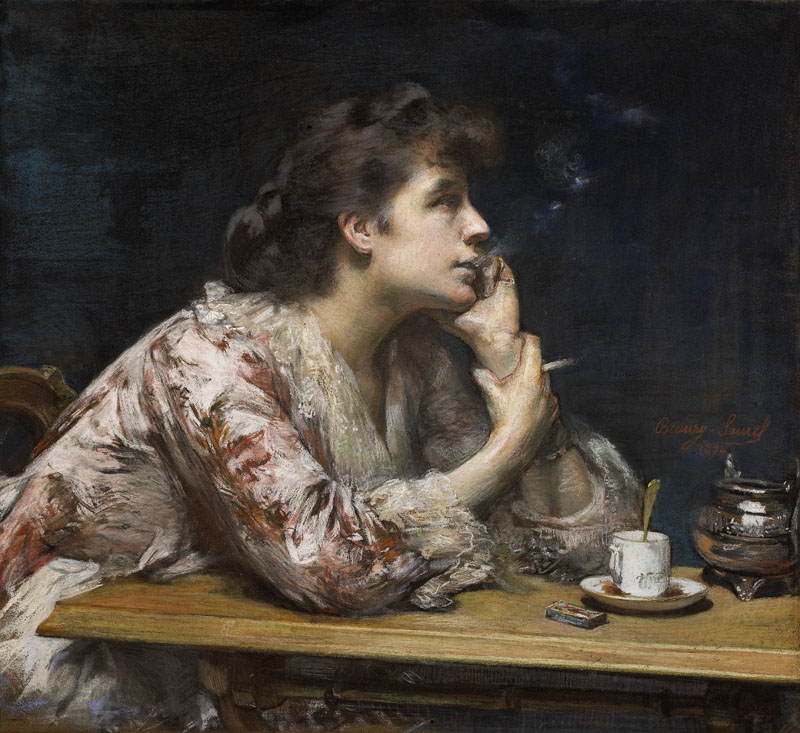
Tristețe, 1894
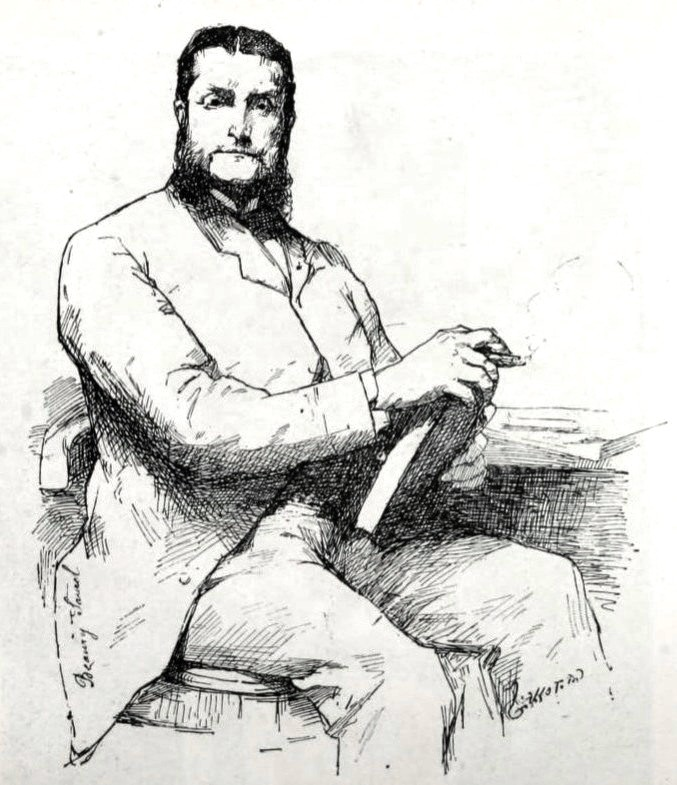
Portretul domului Felix Voisin, 1898
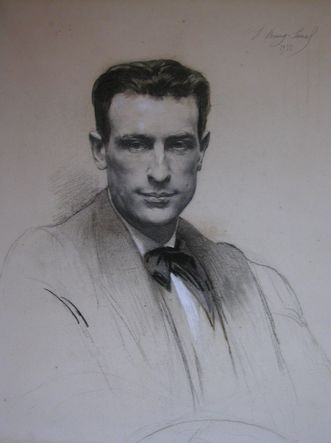
Portretul lui Gilbert Dupuis
Portretul lui Séverine, 1893
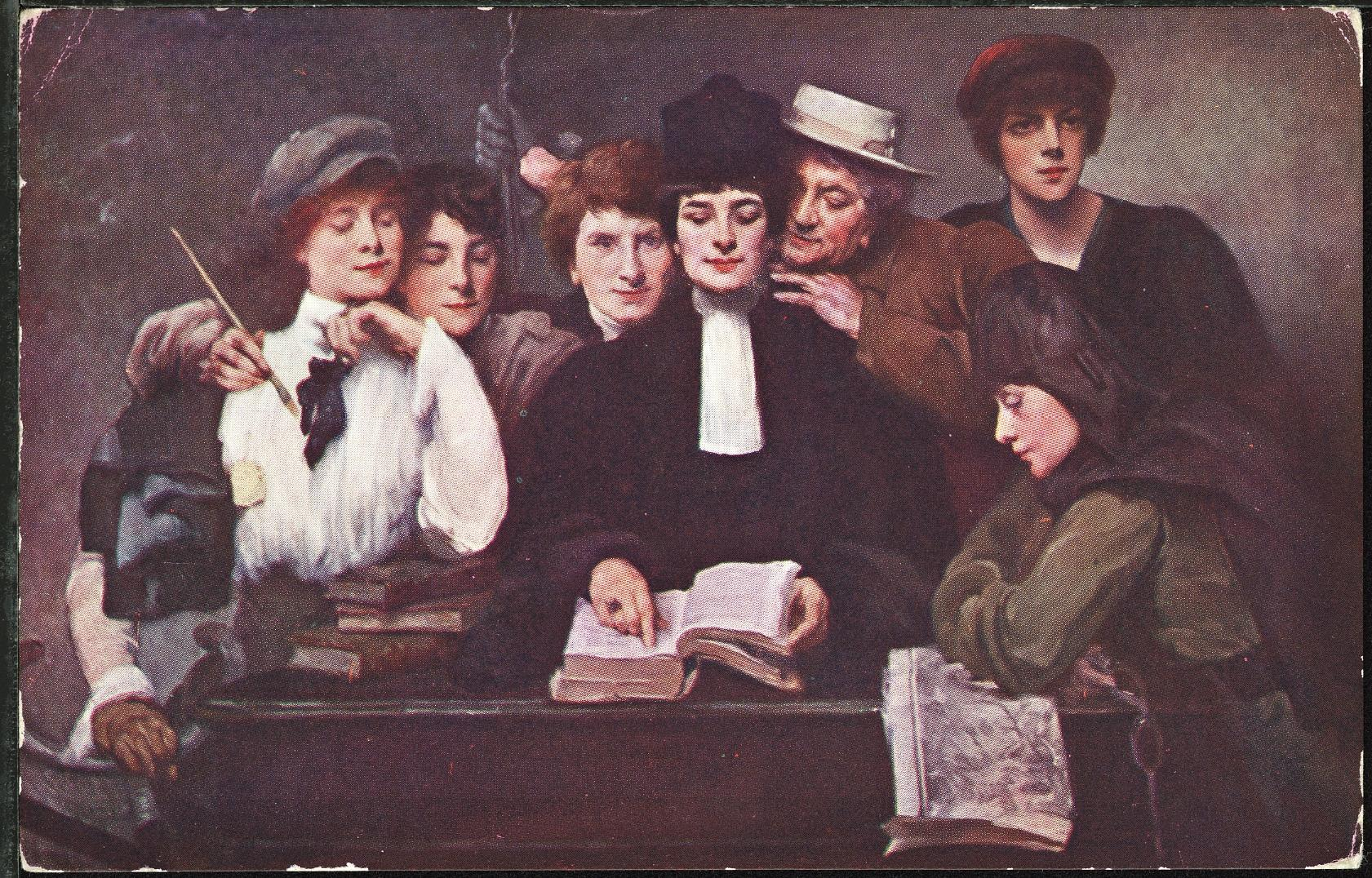
Reproducere a unei cărți poștale a unui tablou de Beaury-Saurel expus la Salonul de la Paris în 1914, reprezentând șapte pionieri
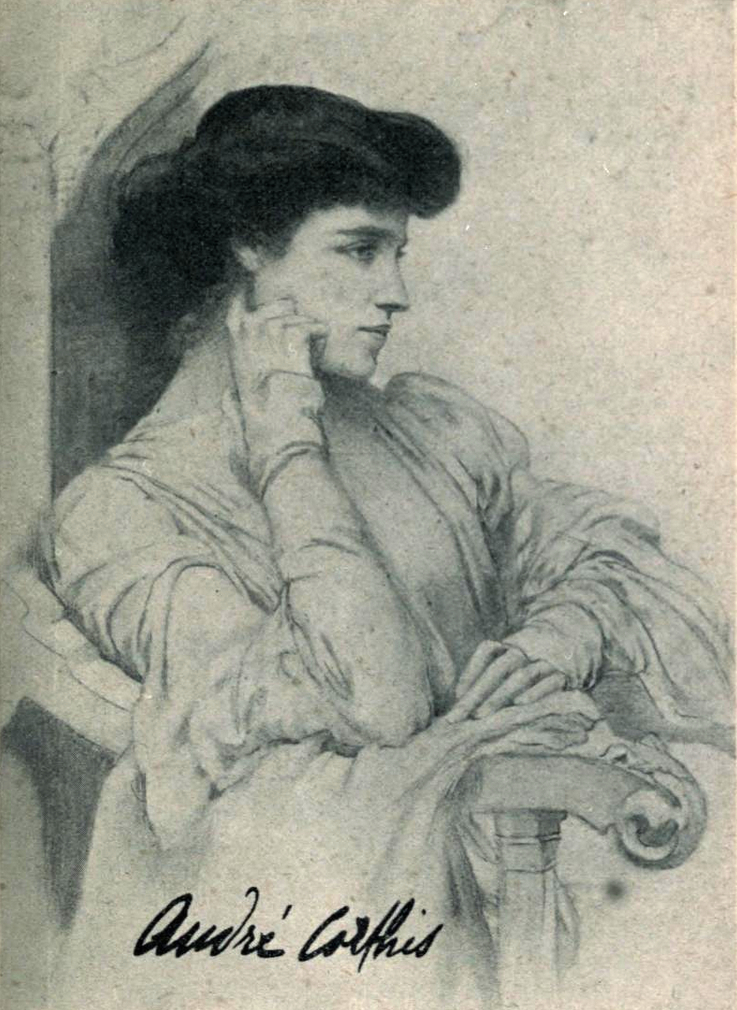
Portretul scriitoarei franceze André Corthis⁠(d), aprox. 1908